# アレキサンダー (アルバム)
アレキサンダー(Alexander)は、ヴァンゲリスのアルバム。

## 曲目
1. イントロダクション-Introduction (1:31)
2. 若きアレキサンダー-Young Alexander (1:35)
3. タイタンズ-Titans (3:59)
4. ドラムズ・オブ・ガウガメラ-The Drums of Guagamela (5:19)
5. ペラでのある朝-One Morning at Pella (2:10)
6. ロクサネの舞い-Roxane's Dance (3:24)
7. 東方への道-Eastern Path (2:58)
8. ガーデンズ・オブ・ディライト-Gardens of Delight (5:23)
9. ロクサネのヴェール-Roxane's Veil (4:40)
10. バゴアスの舞い-Bagoas' Dance (2:28)
11. チャージ-The Charge (1:40)
12. 準備-Preparation (1:41)
13. 山々を越えて-Across the Mountains (4:12)
14. チャント-Chant (1:38)
15. イモータリティ-Immortality (3:18)
16. バビロンを夢見て-Dream of Babylon (2:40)
17. エターナル・アレキサンダー-Eternal Alexander (4:37)
18. テンダー・メモリーズ-Tender Memories (2:58)

### 備考
- 限定盤（SK93610、盤面表記 Made in Austria、海賊盤でなく正規の限定盤で日本国内向け発売なし）には、19曲目（ボーナストラック）として「Bizarre Bazar (3:52)」が収録されている。

## 概要
オリヴァー・ストーン監督による同名映画『アレキサンダー』のサウンドトラック。ヴァンゲリスはストーンから直接作曲の依頼を受け、2003年9月より作業を開始した。
- 同アルバム内に収録されている「タイタンズ-Titans」はUTYテレビ山梨の地上アナログ放送終了時に用いられたクロージング映像のBGMに用いられた。